# Prawybory Koalicji Obywatelskiej
Prawybory Koalicji Obywatelskiej w 2024 roku – prawybory, w wyniku których członkowie partii tworzących Koalicję Obywatelską wyłonili swojego kandydata na wybory prezydenckie w Polsce w 2025 (odbywające się w maju). Na start w prawyborach zdecydowało się dwóch polityków – Radosław Sikorski (minister spraw zagranicznych) oraz Rafał Trzaskowski (prezydent miasta stołecznego Warszawy oraz kandydat na prezydenta w 2020 roku). Głosowanie, pierwotnie zarządzone na 23 listopada 2024, odbyło się 22 listopada, zaś jego wyniki zostały ogłoszone następnego dnia podczas Rady Krajowej Platformy Obywatelskiej.
Prawybory zakończyły się zwycięstwem Rafała Trzaskowskiego, który zdobył w nich 74,75% głosów, przy 25,25% głosów oddanych na Radosława Sikorskiego. W SMS-owym głosowaniu wzięło udział 22 126 członków KO.

## Kandydaci
|  | Rafał Trzaskowski | 17 stycznia 1972 (52) Warszawa, województwo mazowieckie       | wyższe w zakresie stosunków międzynarodowych (dr) |
|  | Radosław Sikorski | 23 lutego 1963 (61) Bydgoszcz, województwo kujawsko-pomorskie | wyższe humanistyczne (MA)                         |